# Região de Darién

Região de Darién (em verde), na fronteira Colômbia–Panamá

A Região de Darién ou Tampão de Darién (em castelhano:  Región del Darién ou Tapón del Darién) é uma área geográfica selvagem no limite da América Central e da América do Sul.
Abarca a província panamenha de Darién, as comarcas indígenas de Kuna Yala, Madugandí, Wargandí, Emberá-Wounaan, os distritos de Chimán e leste de Chepo, todos no Panamá, e o norte dos departamentos de Chocó e Antioquia, a oeste do golfo de Urabá, na Colômbia. Tem cerca de 160 km de comprimento e 50 km de largura. É banhada pelo golfo de Darién e pelo golfo do Panamá.
Ainda hoje em dia não há vias terrestres de comunicação que atravessem a região. Nela se interrompe a Rodovia Pan-americana, que liga a maior parte dos países das Américas.
A região inclui dois parques nacionais: o Parque Nacional de Darién do Panamá e o Parque Nacional Los Katios da Colômbia.
Por causa de dificuldades de comunicação e acesso, é ainda uma zona de atividade de dois grupos rebeldes colombianos: as Autodefesas Unidas da Colômbia, de extrema-direita, e o Exército de Libertação Nacional, de extrema-esquerda.